# Philip (Dél-Dakota)
Philip település az Amerikai Egyesült Államok Dél-Dakota államában, Haakon megyében, melynek megyeszékhelye is. Lakosainak száma 759 fő (2020. április 1.).

## Népesség
A település népességének változása:

| 2010 | 779 |
| 2020 | 759 |